# Sapouy
Sapouy é uma cidade burquinense, capital da província de Ziro. Em 2012, sua população era estimada em 21 231 habitantes.